# Same Thing
「Same Thing」（セイム シング、séɪm θíŋ）は星野源のデジタルEP。2019年10月14日より音楽配信、ストリーミングの形態で全世界同時リリースされた。発売レーベルはJVCケンウッド・ビクターエンタテインメント。

## 概要
「Same Thing (feat. Superorganism)」は星野によって作詞作曲された、ゼロ年代のインディー・ポップの潮流を汲んだ解放的なサウンドメイクの楽曲である。また、歌詞には放送禁止用語である「Fワード」が登場するため、テレビで披露したり、ラジオでオンエアする際は歌詞の一部分が変更されることが多い。ロンドンに拠点を置く音楽グループスーパーオーガニズムによって全編が英語詞に翻訳され、編曲、演奏も彼らが担当している。「さらしもの (feat. PUNPEE)」はヒップホップミュージシャンのPUNPEEが楽曲制作に参加しており、星野の叙情的なラップが印象的なヒップホップナンバーである。「Ain't Nobody Know」はロンドン出身のミュージシャントム・ミッシュが作曲に参加したソウル、ジャズ、ヒップホップ、エレクトロニクスのルーツを持つトムのサウンドメイクと、星野のダークな心象風景を表現した歌詞の掛け合いが印象的なナンバー。「私」は本作の曲目の中で唯一星野のセルフプロデュースで制作された楽曲である。
なお、星野は「Same Thing (feat. Superorganism)」配信以前の2019年5月10日放送の『バナナマンのバナナムーンGOLD』（TBSラジオ）で同曲と同じフレーズを使った曲「日村さん47歳バースデイソング」を披露している（4日後の5月14日放送の『星野源のオールナイトニッポン』（ニッポン放送）では再収録バージョンをOAしている）が、同年11月15日放送の『バナナマンのバナナムーンGOLD』で「日村さん47歳バースデイソング」と「Same Thing (feat. Superorganism)」に共通するサビの部分のフレーズは、「日村さん47歳バースデイソング」制作時に作られたものではなく、それ以前から有り、「いつか何かにこのサビを使おうと思っていて」と取っておいたフレーズを使用したと話した。

## チャート成績
「Same Thing」は表題曲「Same Thing(feat. Superorganism)」が先行配信され、10月14日にデジタルアルバムとしてリリースされ、各種音楽チャートで好成績を残した。

## 曲目
| #         | タイトル                             | 作詞                   | 作曲              | 編曲                                               | 時間  |
| --------- | ------------------------------------ | ---------------------- | ----------------- | -------------------------------------------------- | ----- |
| 1.        | 「Same Thing (feat. Superorganism)」 | 星野源                 | 星野源            | Superorganism                                      | 3:20  |
| 2.        | 「さらしもの (feat. PUNPEE)」        | 星野源、PUNPEE、Rascal | 星野源、PUNPEE    | 星野源、PUNPEE、Rascal、武嶋聡、長岡亮介、石橋英子 | 3:51  |
| 3.        | 「Ain't Nobody Know」                | 星野源                 | 星野源、Tom Misch | 星野源、Tom Misch、長岡亮介                        | 3:31  |
| 4.        | 「私」                               | 星野源                 | 星野源            | 星野源                                             | 3:25  |
| 合計時間: | 合計時間:                            | 合計時間:              | 合計時間:         | 合計時間:                                          | 14:07 |

## クレジット

### 参加ミュージシャン
- 星野源：Vocal, Background Vocals, Rap（2）, Acoustic Guitar（4）
- Superorganism：Vocal, Background Vocals, All Instruments（1）
- PUNPEE：Vocal, Rap（2）
- 武嶋聡：Tenor Sax（2）
- 類家心平：Trumpet（2）
- Rascal：All Other Instruments（2）
- 長岡亮介：Background Vocals（2, 3）
- 石橋英子：Background Vocals（2）
- Tom Misch：All Instruments（3）

### スタッフ
- Recorded by 渡辺省二郎, 阿部幸介, Superorganism（1）, Tom Misch（3）
- Mixed by 渡辺省二郎, Superorganism（1）